# うめ (人工衛星)
うめ（英称: Ionosphere Sounding Satellite, ISS）は日本の宇宙開発事業団 (NASDA) が打ち上げた日本初の実用人工衛星（電離層観測衛星）である。

## 目的
当機は電離層の臨界電波周波数や電波雑音源の世界的分布を観測し、また、電離層上部の空間におけるプラズマ特性と正イオン密度を測定し、その結果を短波通信を効率よく行うための電波予報に用いることを目的として開発された。また1976年に始まった国際磁気圏観測計画 (IMS) に参加し、観測成果を科学コミュニティーに提供することも目標とした。なお、IMSには「うめ2号」「きょっこう」「じきけん」も参加している。

## 開発
郵政省電波研究所では1966年10月よりQロケットによって打ち上げる電離層観測衛星を計画しており、その開発チームは1969年10月のNASDA発足に伴いNASDAに組み込まれることとなり、電離層観測衛星開発業務はNASDAに引き継がれた。当初はQロケットの開発計画にあわせ、1971年夏の打ち上げを目標に開発が進められていたが、1970年10月にQ,N計画から新N計画へ変更されたことに伴い打ち上げロケットがN-Iロケットに変更され、打ち上げ予定も1976年に変更された。
1969年3月にメーカーと契約を締結し開発を開始し、搭載機器の電気的性能を確認・検討するためのブレッドボードモデル (BBM) の製作を同6月に開始、翌1970年3月に完了した。その後8月からエンジニアリングモデル (EM)、熱モデル (TTM)、構造モデル (MTM) の製作を開始した。プロトタイプモデル (PM) の設計は12月に開始し、1972年5月に完了した。1973年1月にはサブシステムの認定試験も完了し、引き続いて衛星のインテグレーション及び認定試験が行われ、5月にPMが完成した。フライトモデル (FM) は1974年3月に製作を開始し、1975年9月に完成した。

## 運用
1976年2月29日にN-Iロケット2号機で種子島宇宙センターから打ち上げられた。初期段階運用においてテレメトリ系及びコマンド系の正常な動作が確認され、また、3月1日からブーム展開、観測アンテナの伸展も正常に実施された。その後、観測機器の順次立ち上げを行い、定常段階への移行に問題はないものとされた。
しかし、打ち上げから約1ヶ月後の4月2日、前日からの全日照状態によってバッテリの温度が許容値を超えて上昇し故障した。このため運用を終了した。ミッションの内容は後に打ち上げられたうめ2号に引き継がれた。

## 成果
打ち上げ後1ヶ月と本格的運用に入る前に故障してしまったが、初期段階において電離層観測装置 (TOP) によって7周回にわたって取得されたデータは電波研究所において解析され、世界で初めて電離層臨界周波数の地球周回分布を明らかにするなどの成果をあげた。